# Доманівка (село)
Домані́вка — село в Україні, у Іванківській селищній громаді Вишгородського району Київської області. Населення становить 217 осіб.

## Історія
У 1929 році був утворений колгосп ім. Фрунзе. Організував його учитель Бірюков О. С. разом з Галицьким Ф. Р.
Перед великим голодом у с. Доманівка було 194 двори, у яких проживало 939 чол.
З кінця лютого до 1 квітня 2022 року село було окуповане російськими військами.

## Голодомор 1932-1933
Важкими були 1932—1933 роки, особливо весна і початок літа 1933 року, коли після «буксирних бригад» по вилученню хліба та голодної зими нічого не залишилось з продовольчих запасів. Люди збирали на полях і городах гнилу картоплю, копали дикі бурячки, їли листя кропиви, конюшину. Від держави ніякої допомоги не було. Люди мерли сім'ями. Згідно з фрагментами книги реєстрації смертей, що зберігаються в обласному державному архіві, у селі Доманівка лише за офіційними, явно заниженими даними, померло від голоду 87 осіб.
На даний час в селі проживає 10 осіб, які постраждали від Голодомору. Мартиролог жителів с. Доманівка — жертв Голодомору 1932—1933 років укладений за архівними даними (ДАКО, фр-5634. оп.1, спр. 423, арк. 56-68; спр.429, арк. 17-44).
В мартирологу в алфавітному порядку мовою оригіналів вказані при наявності даних прізвище, ім'я, по батькові, дата смерті, вік померлого та причина смерті.
1. Авсяник Іван Савич, 28.06.1933 р., 9 р.,
2. Авсяник Каместа Петровна, 19.06.1933 р., 33 р.,
3. Авсяник Сава Артемів, 6.06.1933, 48 р.,
4. Авсяник Тома Савишна, 5.06.1933 р., 8 р.,
5. Адамовська марія Степанівна, 5.05.1933 р., 93 р.,
6. Андрієнко Павло Іван, 3.07.1933 р., 10 р.,
7. Антонівна,11.07.1933 р., 4 місці,
8. Бабян Іван Ничипорович, 17.07.1933, 17 р.
9. Бабян Ничипор Андрійович, 9.07.1933,46 р.
10. Баліцьки Степан Василевич, 14.03 1933 р., 90 р.,
11. Баліцький Іван Степан,7.11.32, 46 р.
12. Баліцький Яким Радіонович, 13.07.1933 р., 40 р.,
13. Бархаленко Василь Григорович, 18.07.1933 р., 83 р.,
14. Бархаленко Василь Федорович,14.07.1933 р.,
15. Бархаленко Микола Михайлович, 15.07.1933 р.,
16. Бархаленко Петро Федорович,12.11.1933 р., 50 р.,
17. Бархашко Валя Левкова, 17.11.1932, 18 р.,
18. Бархоленко Марина Терехівна, 3.07.1933 р., 10 р.,
19. Бархоленко Микита Микитів, 6.07.1933 р., 48 р.,
20. Бархоленко Степан Мих., 2.07.1933 р., 58 р.,
21. Бархоменко Ганна Іванова, 28.12.1932, 11 р.,
22. Беліцьки Дмитро Степанович, 19.07.1933 р., 18 р.,
23. Бондаренко Ганна Іванівна
24. Борхаленко Іван Максимович, 8.07.1933, 7 р.
25. Борхаленко Петро Васильович,05.06.1933, 53 р.
26. Буднік Грицько Ігнатов, 13.11.1932, 21 р.,
27. Буднік Микола Кондратов, 6.02.1932, 7 р.,
28. Булах Марія Ніколаевна, 8.03,1933 р., 83 р.,
29. Булах Пилип Павлович, 9.07.1933 р.,36 р.,
30. Войженко Ольга Іванівна, 6.07.1933, 5 р.
31. Войтенко Михайло Іванович, 8.07.1933, 8 р.
32. Галушко Тимох Грицьків, 19.07.1933 р., 75 р.,
33. Гаращенко Іван Андріїв, 7.11.1932, 3 р.,
34. Дегтяренко Микола Іванович, 3.07.1933 р., 6 р.,
35. Денисенко Євтим Романов, 4.12.1932, 17 р.,
36. Денисенко Кузьма Іванов, 2.12.1932, 39 р.,
37. Денисенко Олена, 22.11.32, 40 р.
38. Дехтяренко Петро Іванович, 3.07.1933 р., 7 р.,
39. Завада Кондрат Романович, 30.07.1933 р., 4 р.,
40. Завада Нестор Васильович, 3.07.1933 р.,15 р.,
41. Загоровський Олекса Фед., 14.07.1933 р., 20 р.,
42. Загоровський Євстравт Ільків, 24 .06.1933 р., 72 р.,
43. Загоровський Сава Гаврилович,09.07. 1933, 20 р.
44. Зінченко Сак Миколайович, 22 .06.1933 р., 40 р.,
45. Івич Валік Іванович, 29.07.1933 р., 20 днів,
46. Каліцький Митро Степанович, 19.06. 1933, 18 р.
47. Кіндратов Степан Іванович, 25.01.1933 р., 50 р.,
48. Крашман Евстрат Іванов., 2.08.1932, 79 р.,
49. Крижинка Левон Людвин., 1.03.1932. 70 р.,
50. Ляшевич Єсин Тимохв. 10.08.1933, 63 р.,
51. Недашківська Онися,02.10.1932, 97 р.,
52. Никитенко Віра
53. Овсяник Гала Савівна,05.06.1933, 8 р.
54. Овсяник Катерина Петрівна, 19.06.1933, 33 р.
55. Овсяник Сава Артемович, 6.06.1933, 48 р.
56. Овсяшко Карпо Артемів, 8.11.1932, 70 р.,
57. Олещенко Василь Митрофанов, 13.12.1932, 4 р.,
58. Омельченко Хвера Калинівна, 27.05., 1933, 71 р.,
59. Пархоменко Валя Федосівна, 23.11.1932, 7 днів.,
60. Пархоменко Малаха Тимонов, 18.11.32, 55 р.
61. Пархоменко Терешко Степанович, 22.05.1933 р., 41 р.,
62. Пастерначенко Яков Костянтинов, 01.06. 1933, 65 р.
63. Пашун Михайло Пилипів, 11.02.1932,
64. Пашун Пилип Феодосійов, 11.05. 1933, 24 р.
65. Петриковець Василь Закріп. 31.07.1933, 36 р.
66. Петриковець Григор Григорович
67. Петриковець Лукаш Олихвірович, 03.06.1933, 68 р.
68. Петриковець Федот Олихвірівич, 49 р.
69. Петриновиць Орина П. 11.07.1933 р., 65 р.,
70. Покриновець Яків Павлович, 25.06.1933 р., 60 років,
71. Пошуста Оксана Степанова, 13.01.1932, 67 р.,
72. Репік Іванна Васильова, 15.02.1932,
73. Репік Кузьма Іванів, 8.06. 1933 р., 58 р.,
74. Роговець Іван Антонів, 11.11.1932, 3 міс.,
75. Роговець Іван Грицьків, 6 .07. 1933 р., 75 р.,
76. Свердел Софія, 05.06.1933, 55 р.
77. Синиця Єсип Павлович 24.01.1933, 65 р.
78. Синиця Павло Йосипович, 24.01.1933 р., 65 р.,
79. Скрижинский Левон Людвик, 1.03.32, 70 р.
80. Худорба Олександр Т., 1.10.1933 р.,60 р.
81. Худорба Павло Т., 28 .06.1933, 65 р.,
82. Цеман Мотря П.,12.07.1933 р., 70 років,
83. Цемак Гама Андріївна,18.07.1933, 21 р.
84. Чегер Максим Степанов, 20.01.1932, 82 р.,
85. Червинський Іван Юхимов, 3.06.1933 р., 3 місяці,
86. Червинський Кузьма Іванович, 22.07.1933
87. Червлинський Іван Антонов., 20.07.1932, 73 р.,

12 червня 2020 року, відповідно до розпорядження Кабінету Міністрів України № 715-р «Про визначення адміністративних центрів та затвердження територій територіальних громад Київської області», увійшло до складу Іванківської селищної територіальної громади.
19 липня 2020 року, в результаті адміністративно-територіальної реформи та ліквідації Іванківського району, село увійшло до складу новоутвореного Вишгородського району.